# Cecil F. White

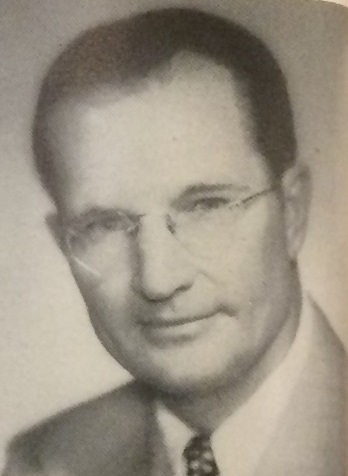
Cecil F. White (1949)

Cecil Fielding White (* 12. Dezember 1900 in Temple, Texas; † 29. März 1992 in San Francisco, Kalifornien) war ein US-amerikanischer Politiker. Zwischen 1949 und 1951 vertrat er den Bundesstaat Kalifornien im US-Repräsentantenhaus.

## Werdegang
Cecil White besuchte die öffentlichen Schulen in Fort Smith (Arkansas). Im Alter von 16 Jahren trat er in die US Army ein und diente an der mexikanischen Grenze. Während des Ersten Weltkrieges war er zwischen 1917 und 1919 als Feldwebel einer Artillerieeinheit in Frankreich eingesetzt. Nach dem Krieg begann White eine Laufbahn in der Baumwollbranche. Zuerst arbeitete er in Los Angeles in einem Büro eines Baumwollhändlers. Danach war er in Kalifornien, Arkansas und Tennessee im Baumwollgeschäft tätig. Im Kern County gründete er die Firma Cecil F. White Ranches, Inc. Gleichzeitig begann er als Mitglied der Demokratischen Partei eine politische Laufbahn.
Bei den Kongresswahlen des Jahres 1948 wurde White im neunten Wahlbezirk von Kalifornien in das US-Repräsentantenhaus in Washington, D.C. gewählt, wo er am 3. Januar 1949 die Nachfolge von Bertrand W. Gearhart antrat. Da er im Jahr 1950 nicht bestätigt wurde, konnte er bis zum 3. Januar 1951 nur eine Legislaturperiode im Kongress absolvieren. Diese war von den Ereignissen des Kalten Krieges geprägt. 1966 bewarb sich White im 16. Distrikt von Kalifornien als Republikaner erfolglos um die Rückkehr in den Kongress. Ansonsten ist er politisch nicht mehr in Erscheinung getreten. Er verbrachte seinen Lebensabend  in San Francisco, wo er am 29. März 1992 starb.